# Kij Johnson
Kij Johnson, geboren als Katherine Irenae Johnson (Harlan, 20 januari 1960), is een Amerikaanse schrijfster van fantasy. Ze won hiervoor onder meer drie Nebula Awards, drie World Fantasy Awards en een Hugo Award.

## Biografisch
Johnson studeerde creatief schrijven en literatuur en behaalde een master creatief schrijven aan de North Carolina State University. Ze werd daarna docent fictieschrijven aan de University of Kansas. Johnson werkte daarnaast als leidinggevend redacteur voor onder meer Tor Books, TSR, Inc. (later Wizards of the Coast) en Dark Horse Comics. Bij Wizards of the Coast hield ze zich bezig met onder meer de continuïteit van Magic: The Gathering en het verder ontwikkelen van Dungeons & Dragons.
Johnson debuteerde in 1987 als schrijfster met het korte verhaal Roadkill, Ze bleef het daarna jaren bij kort werk houden. Haar eerste boek Dragon's Honor verscheen in 1996 en vindt plaats in de wereld van Star Trek: The Next Generation. Ze schreef dit samen met auteur Greg Cox. Haar tweede boek The Fox Woman (2000) was het eerste waarvan ze het verhaal volledig zelf bedacht. Hierin wordt een kitsune verliefd op een Japanse edelman. Het in 2003 verschenen Fudoki gaat over eenzelfde onderwerp.
Johnson publiceerde in 2014 de novelle The Man Who Bridged the Mist, over een rijk waarvan de bevolking wordt gescheiden door een rivier van mist vol gevaar, tot iemand arriveert om een brug tussen beide delen te bouwen. Ze won hiervoor zowel een Nebula Award als een Hugo Award. Johnson kreeg drie jaar later haar eerste World Fantasy Award toegekend voor The Dream-Quest of Vellitt Boe. Hierin gaat een docente op zoek naar een verdwenen studente in het droomrijk uit The Dream-Quest of Unknown Kadath van H.P. Lovecraft.

### Boeken
- 1996 - Dragon's Honor (met Greg Cox)
- 2000 - The Fox Woman
- 2001 - Tales for the Long Rains (verhalenbundel)
- 2003 - Fudoki
- 2011 - The Man Who Bridged the Mist (novelle, Nebula Award, Hugo Award)
- 2012 - At the Mouth of the River of Bees (verhalenbundel)
- 2014 - Pinselstriche auf glattem Reispapier (Duits, verhalenbundel)
- 2016 - Un pont sur la brume (Frans, novelle)
- 2016 - The Dream-Quest of Vellitt Boe (novelle, World Fantasy Award)
- 2017 - The River Bank
- 2018 - The Privilege of the Happy Ending (novelle, World Fantasy Award)